# 阿尔巴尼亚市镇
市镇是阿尔巴尼亚的行政区划中的第二级行政单位，在州之下，及行政分区之上。自2014年最新的行政改革后，阿尔巴尼亚共有61个市镇。